# NR・サプリメントアドバイザー
NR・サプリメントアドバイザー（NR・SA：英: Nutritional Representative・Supplement Adviser）は、日本臨床栄養協会が認定する資格である。

## NR・サプリメントアドバイザーとは
NR・サプリメントアドバイザー（以下NR・SAと略す）とは、厚生労働省の通知により「保健機能食品、サプリメントの国民への啓発」を基本とし、消費者に対して「保健機能食品」、「サプリメント」について、専門的観点から個人個人の栄養状態を評価し、適切にアドバイスできる人材の育成を目的として設けられた資格である。いわゆる公的資格であり、業務独占資格のような特別な権限が与えられるわけではない。NRの多くは、医師・薬剤師・管理栄養士等の医療従事者及び食品に携わる職種の者である。健康食品に関連する法令が緩和され市場が拡大したため、消費者に適切に助言を与えることができるアドバイザーが求められ、2003年に独立行政法人国立健康・栄養研究所が認定する栄養情報担当者制度が設けられた。その後、事業仕分けにより、2013年からは日本臨床栄養協会認定のサプリメントアドバイザーと統合され「NR・サプリメントアドバイザー」と資格名が変更された。国立栄養・健康研究所の栄養情報担当者（NR）養成事業は日本臨床栄養協会へ移籍しており、認定も同協会が行っている。一部の教育機関（主に大学）では、学校養成講座として指定の講義を受講し、単位を修得することで認定試験受験資格を得られる。

## 特徴
- 平成14年2月の厚生労働省通知「保健機能食品等に係るアドバイザリースタッフの養成に関する基本的な考え方について」に基づき認定された資格であり、ガイドラインに100％沿って実施している。
- 厚生労働省に関係する講師が多数所属している。
- 30年間に渡り、学術団体として臨床に関する研究や学術大会を実施した日本臨床栄養協会の事業である。
- 厚生労働省が作成した「健康食品に係る制度に関する質疑応答集」で、アドバイザリースタッフを養成している代表的な団体として記載されている。
- 5年ごとに更新の資格である（5年ごとに指定の単位数を取得しなければ、失効される）。

## 国立栄養・健康研究所
独立行政法人国立健康・栄養研究所（こくりつけんこう・えいようけんきゅうじょ、National Institute of Health and Nutrition）とは、栄養と健康に関する調査研究を行っている日本の研究機関である。2001年より独立行政法人となった。1919年（大正8年）に、内務省の栄養研究所として設立される。前身は、1914年（大正3年）に佐伯矩によって設立された、世界初の栄養学研究機関である営養研究所である（当時は栄養を営養と表記することが多かった）。　国民の健康の保持及び増進に関する調査及び研究並びに国民の栄養その他国民の食生活に関する調査及び研究等を行うことにより、公衆衛生の向上及び増進を図ること（法第3条）を目的としている。

## 日本臨床栄養協会
日本臨床栄養協会（The Japanese Clinical Nutrition Association）は、入会者に対し通信講座、学術大会、公認テキストによる教育を行い、年に一度認定試験を実施する。合格者は「NR・サプリメントアドバイザー」として認定される。有効期間は5年間。更新には、継続した同協会正会員であることと、必要な単位を取得することが求められている。

## 資格について

### 教育内容
（1）教育趣旨
「保健機能食品、サプリメントに係る指導・相談専門家の育成」
（2）認定のための教育内容
1. NR・サプリメントアドバイザーの役割と倫理
2. 基礎の生理学
3. 基礎の生化学
4. 人間栄養学
5. 生活習慣病概論
6. 臨床栄養と臨床検査
7. 身体活動と栄養
8. 食品安全衛生学
9. 健康食品
10. 臨床薬理学
11. 食品機能の科学的根拠
12. 行動科学とカウンセリング
13. 国内外の関連法規－食品の健康表示と安全性－

（3）教育方法
上記教育内容を現に勤務している人や広く全国の人達が、等しく教育の機会を持てるよう、認定試験のための公認テキスト「NR・サプリメントアドバイザー必携」の出版およびインターネットを活用したオンデマンド方式による通信教育方法を採用。

### NR・SA認定試験
NR・SA認定試験の合格者は「NR・サプリメントアドバイザー」として認定・登録される。
試験日
毎年12月
認定対象者
- 日本臨床栄養協会会員であり、研修単位を40単位取得している者。
（1）通信教育「NR・サプリメントアドバイザー」初回受講 【40単位】
（2）日本臨床栄養協会学術大会（大連合大会）への参加 【10単位】（4年間）
- 指定学校養成講座修了者

試験内容
90題（記述選択形式）
合格率
第2回認定試験合格率　48.2％

### 資格更新
日本臨床栄養協会の正会員を継続すること。
NR・SA認定の更新に必要な研修単位は、5年毎に50単位。
（30単位以上は、日本臨床栄養協会並びに国立健康・栄養研究所主催のものにより取得する。）

### 学校養成講座開講校
- 愛知学院大学 - 心身科学部健康栄養学科
- 大阪大谷大学 - 薬学部薬学科
- 北里大学 - 薬学部
- 九州女子大学 - 家政学部栄養学科
- 慶應義塾大学 - 薬学部
- 甲子園大学 - 栄養学部　栄養学科・フードデザイン学科
- 滋賀県立大学 - 人間文化学部生活栄養学科
- 園田学園女子大学 - 人間健康学部食物栄養学科
- 帝京大学 - 薬学部薬学科
- 東海学院大学- 健康福祉学部食健康栄養学科
- 東海学園大学 - 健康栄養学部管理栄養学科
- 日本薬科大学 - 薬学部健康薬学科
- 広島工業大学 - 情報学部健康情報学科
- 会津大学短期大学部
- 大手前栄養学院専門学校 - 管理栄養学科・栄養学科
- 華学園栄養専門学校